# 第3地対艦ミサイル連隊
第3地対艦ミサイル連隊（だいさんちたいかんミサイルれんたい、JGSDF 3rd Surface-to-Ship Missile Regiment：3SSMR）は、陸上自衛隊上富良野駐屯地（北海道 空知郡 上富良野町）に駐屯する第1特科団隷下の野戦特科部隊（地対艦ミサイル連隊）である。

## 概要
連隊長は、1等陸佐（二）が充てられ、対艦ミサイルを運用し、脅威となる敵艦艇に対して対艦ミサイルをもって排除することを任務とする。
88式地対艦ミサイルシステムを装備する3番目の連隊として1994年（平成6年）3月に第1特科団隷下に上富良野駐屯地において編成された。編成当初は第1射撃中隊、第2射撃中隊のみであったが、翌年に人員装備が充足され第3射撃中隊、第4射撃中隊が新編され完全編成となった。
17中期防発動当初は南西諸島防衛強化の観点から部隊全廃が計画されていたが、方針変更により廃止を免れ現在に至っている。2023年（令和5年）3月隷下に、第305地対艦ミサイル中隊が編成された。

## 沿革
- 1993年（平成05年）3月27日：第4特科群に地対艦ミサイル連隊準備隊が編成。

第3地対艦ミサイル連隊
- 1994年（平成06年）3月28日：第3地対艦ミサイル連隊（2個射撃中隊基幹）が上富良野駐屯地において編成完結（第4特科群、第1特科団の隷下部隊・第2特科連隊・第5特科連隊･第11特科連隊から人員を増員）。
- 1995年（平成07年）3月28日：第3地対艦ミサイル連隊隷下に第3射撃中隊、第4射撃中隊を新編。
- 2000年（平成12年）3月28日：後方支援体制変換に伴い、直接支援隊を廃止し、整備部門を北部方面後方支援隊第101特科直接支援大隊第5直接支援中隊へ移管[1]。
- 2023年（令和05年）3月16日：第305地対艦ミサイル中隊が上富良野駐屯地に新編[2]。
- 2024年（令和06年）3月21日：警備隊区に富良野市を追加。
- 2025年（令和07年）3月23日：

1. 第4地対艦ミサイル中隊を廃止[3]。
2. 中隊名を射撃中隊から地対艦ミサイル中隊に改称。

## 部隊編成
- 第3地対艦ミサイル連隊本部
- 本部管理中隊「3地対艦-本」：88式地対艦ミサイルシステム（指揮統制装置、捜索・標定レーダー装置、中継装置）
- 第1地対艦ミサイル中隊「3地対艦-1」：88式地対艦ミサイルシステム（射撃統制装置、発射機、装填機）
- 第2地対艦ミサイル中隊「3地対艦-2」：88式地対艦ミサイルシステム（射撃統制装置、発射機、装填機）
- 第3地対艦ミサイル中隊「3地対艦-3」：88式地対艦ミサイルシステム（射撃統制装置、発射機、装填機）
- 第305地対艦ミサイル中隊「305地対艦」：88式地対艦ミサイルシステム（射撃統制装置、発射機、装填機）

## 整備支援部隊
新編時は、高射特科群のように野整備部隊の直接支援隊を編制内に加えていたが2000年（平成12年）3月に北部方面後方支援隊隷下の第101特科直接支援大隊第5直接支援中隊に改編して指揮系統が別となった。
- 第3地対艦ミサイル連隊直接支援隊「3地対艦-直支」（上富良野駐屯地）：1994年（平成06年）3月28日から2000年（平成12年）3月27日の間。
- 北部方面後方支援隊第101特科直接支援大隊第5直接支援中隊「101特直支-5」（上富良野駐屯地）：2000年（平成12年）3月28日から

## 主要幹部
| 官職名                  | 階級          | 氏名     | 補職発令日     | 前職                         |
| ----------------------- | ------------- | -------- | -------------- | ---------------------------- |
| 第3地対艦ミサイル連隊長 | 1等陸佐（二） | 井田輝彦 | 2024年03月18日 | 陸上幕僚監部防衛部防衛課勤務 |

| 代 | 氏名       | 在職期間                        | 前職                                                   | 後職                                                |
| -- | ---------- | ------------------------------- | ------------------------------------------------------ | --------------------------------------------------- |
| 01 | 佐々木克徳 | 1994年03月28日 - 1996年12月15日 | 第1特科団本部付                                        | 中部方面総監部人事部長                              |
| 02 | 津守四男   | 1996年12月16日 - 1998年06月29日 | 陸上自衛隊富士学校特科部 訓練評価室長                  | 陸上自衛隊富士学校総合研究開発部 主任研究開発官     |
| 03 | 増戸孝一   | 1998年06月30日 - 2001年07月31日 | 第1特科団本部高級幕僚                                  | 陸上自衛隊小平学校人事教育部長                      |
| 04 | 山本一利   | 2001年08月01日 - 2003年07月31日 | 陸上幕僚監部人事部人事計画課 服務室長                  | 陸上幕僚監部総括副監察官                            |
| 05 | 杉本順則   | 2003年08月01日 - 2005年07月31日 | 陸上自衛隊富士学校主任教官                             | 陸上自衛隊富士学校特科部教育課長                    |
| 06 | 喜澤芳治   | 2005年08月01日 - 2008年03月25日 | 陸上自衛隊富士学校特科部 訓練評価室長                  | 陸上自衛隊研究本部主任研究開発官                    |
| 07 | 池野秀博   | 2008年03月26日 - 2010年03月31日 | 陸上自衛隊幹部候補生学校学校教官                       | 西部方面総監部総務部長                              |
| 08 | 田中強     | 2010年04月01日 - 2012年03月31日 | 北部方面総監部装備部後方運用課長                       | 東北方面混成団副団長                                |
| 09 | 清水和人   | 2012年04月01日 - 2014年03月22日 | 統合幕僚監部総務部人事教育課 人事室長                  | 東北方面指揮所訓練支援隊長                          |
| 10 | 檜垣明生   | 2014年03月23日 - 2016年03月22日 | 情報本部勤務                                           | 中部方面指揮所訓練支援隊長                          |
| 11 | 笹島昭佳   | 2016年03月23日 - 2018年03月22日 | 陸上幕僚監部運用支援・情報部 運用支援課運用支援第2班長 | 統合幕僚監部運用部運用第2課 国際地域調整官          |
| 12 | 石原由尊   | 2018年03月23日 - 2019年08月22日 | 統合幕僚監部運用部運用第1課 防衛警備班長               | 陸上幕僚監部運用支援・訓練部 運用支援課長           |
| 13 | 内山浩成   | 2019年08月23日 - 2022年03月13日 | 陸上幕僚監部防衛部防衛課                               | 防衛装備庁長官官房装備開発官付 総括室長             |
| 14 | 木全雅久   | 2022年03月14日 - 2024年03月17日 | 陸上幕僚監部監理部総務課企画班長                       | 陸上幕僚監部人事教育部人事教育計画課 再就職管理室長 |
| 15 | 井田輝彦   | 2024年03月18日 -                | 陸上幕僚監部防衛部防衛課勤務                           |                                                     |

## 主要装備
- 88式地対艦誘導弾システム
- 1/2tトラック / 73式小型トラック
- 1 1/2tトラック / 73式中型トラック
- 3 1/2tトラック / 73式大型トラック
- 9mm拳銃
- 89式5.56mm小銃
- 12.7mm重機関銃
- 小型ドーザ

## 警備隊区
富良野市、中富良野町。

## 廃止部隊
- 2000年（平成12年）3月27日廃止
  - 第3地対艦ミサイル連隊直接支援隊「3地対艦-直支」（上富良野駐屯地）：北部方面後方支援隊第101特科直接支援大隊第5直接支援中隊へ改編。
- 2025年（令和7年）3月24日廃止
  - 第3地対艦ミサイル連隊第4射撃中隊「3地対艦-4」（上富良野駐屯地）